# Amparo do Serra
Amparo do Serra är en kommun i Brasilien.   Den ligger i delstaten Minas Gerais, i den sydöstra delen av landet, 700 km sydost om huvudstaden Brasília. Antalet invånare är 5 052.
Omgivningarna runt Amparo do Serra är huvudsakligen savann. Runt Amparo do Serra är det ganska glesbefolkat, med 23 invånare per kvadratkilometer.